# Богатое (Саратовская область)
Богатое — село в Вольском районе Саратовской области России. Входит в состав Широкобуеракского муниципального образования.

## География
Находится в северо-восточной части Саратовского Правобережья, в пределах Приволжской возвышенности, на правом берегу реки реки Терса, на расстоянии примерно 22 километров (по прямой)  на северо-восток от районного центра города Вольск. 

### Климат
Климат характеризуется как умеренно континентальный с холодной малоснежной зимой и жарким сухим летом. Среднегодовая температура воздуха — 5,1 °C. Абсолютный минимум температуры воздуха самого холодного месяца (января) составляет −43 °C; абсолютный максимум самого тёплого месяца (июля) — 39 °C. Безморозный период длится в течение 147 дней в году. Среднегодовое количество атмосферных осадков — 417 мм, из которых 230 мм выпадает в период с апреля по октябрь. Снежный покров держится в среднем 143 дня в году.

## История
Село основано в 1921 году переселенцами из деревни Апалихи Хвалынского района. Первоначальное название посёлок № 3. На рубеже 1920-х и 1930-х годов село получило название Золотое, а чуть позже — Богатое. Население работало в колхозе «Россия».

## Население
| 2002 | 2010 |
| ---- | ---- |
| 248  | ↗267 |

Население составляло 248 человек в 2002 году (94 % русские), 267 в 2010.

## Инфраструктура
Имеется детский сад, основная школа, библиотека, почта, магазин, котельная.